# Zamsé (Tikaré)
Pour les articles homonymes, voir Zamsé.
Zamsé est une localité située dans le département de Tikaré de la province du Bam dans la région Centre-Nord au Burkina Faso. 

## Géographie
Zamsé est situé à 20 km au nord-ouest de Tikaré, le chef-lieu du département, à 10 km au nord de Manegtaba-Mossi et à environ 30 kilomètres à l'ouest de Kongoussi.

## Éducation et santé
Le centre de soins le plus proche de Zamsé est le centre de santé et de promotion sociale (CSPS) de Manegtaba-Mossi tandis que le centre médical avec antenne chirurgicale (CMA) de la province se trouve à Kongoussi.
Zamsé possède une école primaire publique.